# 妙延寺 (川口市)
妙延寺（みょうえんじ）は、埼玉県川口市にある真言宗智山派の寺院。

## 歴史
寛政年間（1789年 - 1801年）、石井伝右衛門の開基である。1790年（寛政2年）、重病に罹った身元不明の女性が発見された。ただちに仮小屋で介抱を受けたが、5日後に亡くなってしまった。その女性は死の間際、「私を祀ってくれたならば、必ず病を癒す。」と告げたという。そこで、村人は小堂を建てて彼女を祀った。彼女の身元について、本人は自ら身元を明かさずに亡くなったが、美しく気品ある女性だったことから、さる高貴な姫君とも某遊廓の遊女（女郎）ともいわれており、「お女郎仏」の通称はこれに由来している。女郎ということから、いつしか性病を治すご利益があるとされ、多くの参詣者が訪れるようになった。現在も皮膚病や腫れ物を治すとされている。
これまで、お女郎仏は只の一堂宇に過ぎなかったが、1953年（昭和28年）にようやく真言宗智山派の寺院「妙延寺」として認められることになった。

## 交通アクセス
- 戸塚安行駅より徒歩20分。